# История Томска
Томск основан в 1604 году.
Другие названия Томска в древности: Томской, Томской город, Томь.

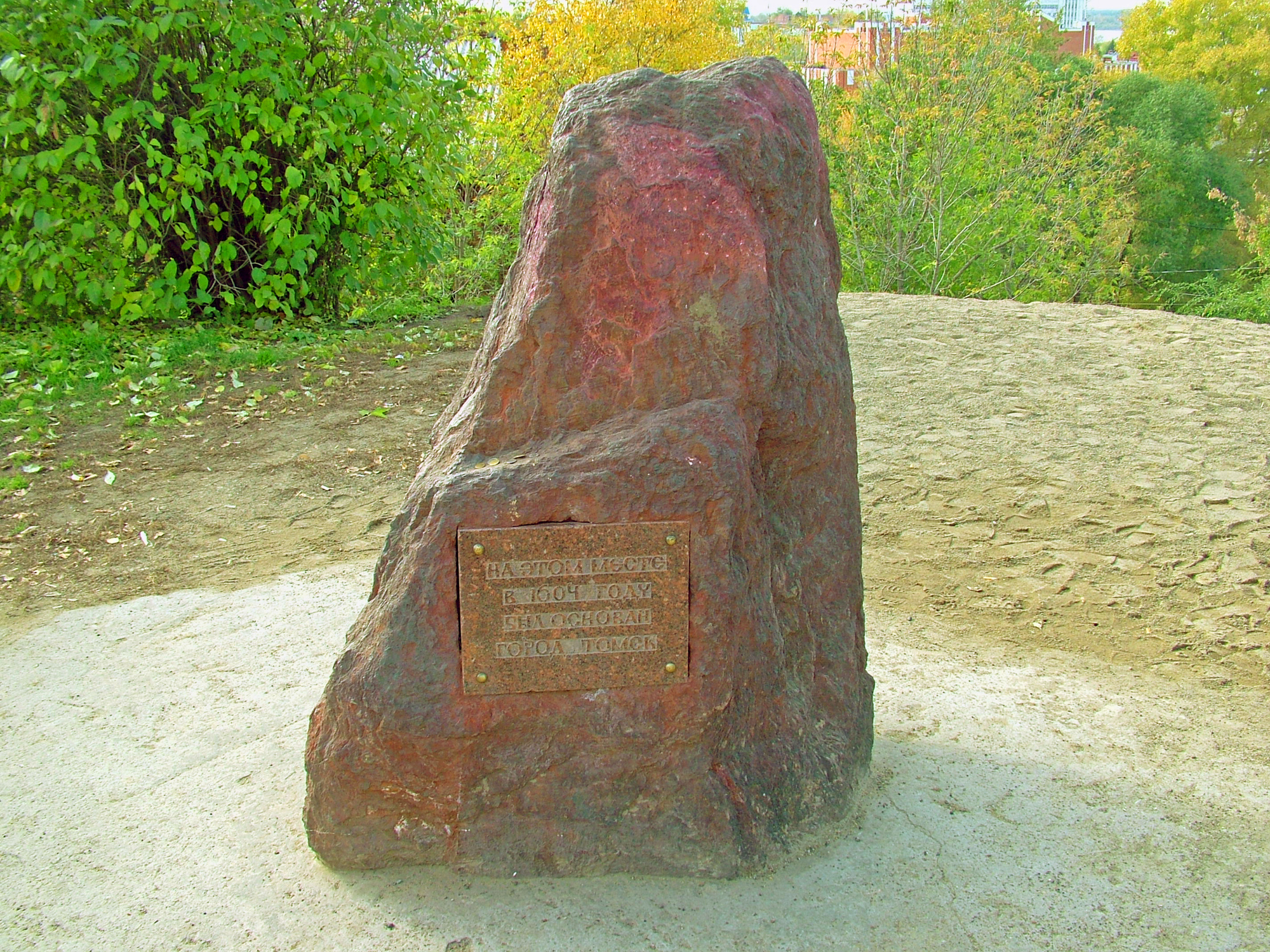
Памятный камень на предполагаемом месте основания Томска.

## До основания города
Территория, где ныне расположен Томск, была заселена задолго до основания города, что подтверждается большим количеством археологических находок, к числу которых, в частности, относятся:
- Томская стоянка эпохи палеолита (возраст 18300±1000 лет) на территории Лагерного сада[2], открытая в 1896 году Н. Ф. Кащенко. Также на территории Лагерного сада в 1889 году А. В. Адриановым и С. К. Кузнецовым были обнаружены городище I века до н. э. и курганные могильники средневековья (~XV—XVI века) и воинов-скотоводов VII—V веков до н. э.[3][4] (См.: Лагерный сад#История);
- Басандайский археологический комплекс, в районе устья Басандайки, состоящий из нескольких находок, обнаруженных в ходе раскопок, проводимых С. К. Кузнецовым в 1889 году, М. П. Грязновым 1924 году и А. П. Дульзоном в 1945 году, и включающий: стоянку эпохи неолита, три городища, два неукреплённых древних селения (середина I тысячелетия до н. э.) и курганный могильник XIII—XVII веков н. э.[3][5][6];

- Каменные орудия эпохи раннего неолита (V—III тысячелетие до н. э.), обнаруженные на территории Богородице-Алексеевского монастыря[7];
- Поселение позднего бронзового века (XVI века до н. э.) на Воскресенской горе[2].
- Черемошинское поселение позднего бронзового века в местности Черемошники на берегу Томи, в районе старого устья Малой Киргизки[2];
- Группа из семи археологических памятников раннего железного века (I тысячелетие до н. э.) и средневековья, на левом берегу Томи, в районе Тимирязевского, Нижнего Склада и Эушты, найденных в конце XIX века членами Общества естествоиспытателей и врачей: В. М. Флоринским, А. В. Адриановым, С. К. Кузнецовым, С. М. Чугуновым и шведским учёным Ф. Мартином[3][4];
- Городище, открытое С. К. Кузнецовым в 1890 году, и поселение древних людей, обнаруженное Д. П. Славниным в 1924 году, на мысах Каштачной горы[2][3];
- Поселение железного века (вторая половина I тысячелетия до н. э.) на Голом мысе (правый берег Малой Киргизки в районе Свечного), обследованное в 1951 году без проведения раскопок[2];
- Стоянка, два древних кургана, обнаруженные С. К. Кузнецовым в конце XIX века[3], и шаманское культовое место, найденное томскими школьниками в 1959 году, и в том же году обследованное сотрудниками областного краеведческого музея, на берегу Ушайки в районе Толстого Мыса на Степановке[2];

Ко времени прихода русских в конце XVI века на землях нынешнего Томска жили сибирские татары и враждующие с ними кочевые народы. Районом устья Ушайки (административный центр нынешнего города) и противоположенной ему территорией на левом берегу Томи владело татарское племя эушта, а южной частью нынешнего города — другое сибирскотарское племя, возглавляемое князем Басандаем, в северной части сегодняшнего Томска обитали телеуты и енисейские кыргызы, а в южную часть томского левобережья, в район Сенной Курьи и Калмацкого озера, на лето пригоняли свои табуны лошадей кочевники из Джунгарского ханства.

## XVII век

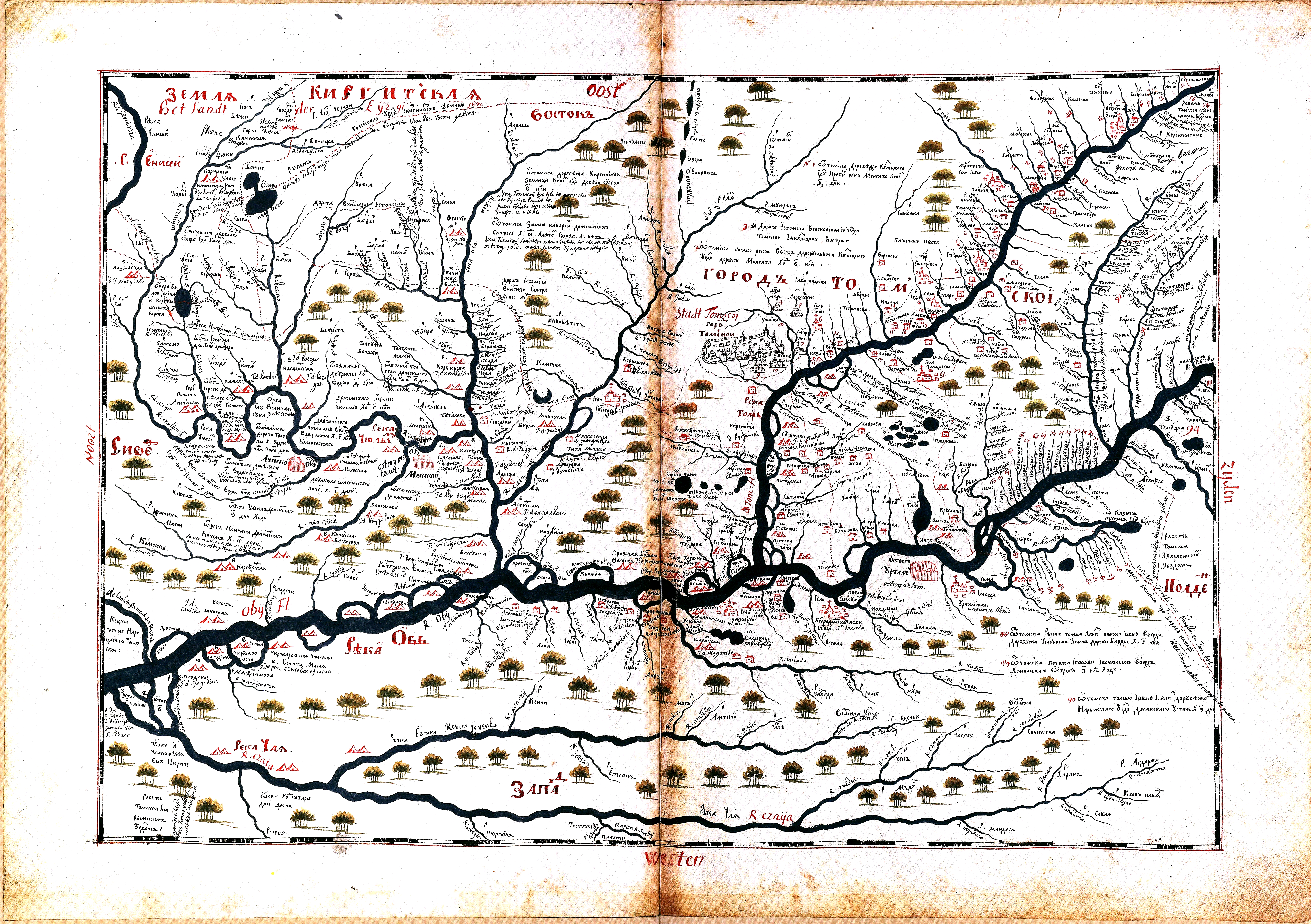
Карта Томска с окрестностями конца XVII века из «Чертёжной книги Сибири, составленной тобольским сыном боярским Семёном Ремезовым в 1701 г.», — СПБ, 1882

20 января 1604 года в Москву ко двору Бориса Годунова приехало посольство во главе с князем эуштинских татар Тояном с просьбой о принятии их в русское подданство и защиты их от нападений воинственных соседей — енисейских кыргызов и калмыков. В ответ Борисом Годуновым подписана грамота о строительстве города на землях эуштинцев:.

«…Бил нам челом Томские земли князек Тоян, что б нашему царьскому величеству его Тояна пожаловати, велети ему быти под нашею высокою рукою и велели бы в вотчине его в Томи поставити город… И мы… челобитие его милостливо выслушали и, пожаловав его высоким царским жалованием, велели отпустить в Сургут, а из Сургута в Томскую волость… а с ним послати наших служилых людей, сколько будет человек пригож, смотря по тамошнему делу… что б им тех мест и всяких угодий разсмотрети, и где на то городское дело имати лес, и сколь далеко, и на которой реке, и сколь велика река… и вперед тут городу стоять мочно ль…»
25 марта 1604 года Борис Годунов послал казачьего голову Гаврилу Писемского из Сургута и стрелецкого голову Василия Тыркова из Тобольска с заданием основать город на берегу реки Томи, в татарской земле, завести вокруг него государеву пашню и привести в подданство российскому царю окрестные народы.
Если не брать во внимание мало кем признаваемые гипотезы о том, что в момент основания Томска Ушайкой называлась река Басандайка или Большая Киргизка, то можно утверждать общепризнанным мнение о том, что «знатной вышины пригорок», недалеко от устья Ушайки, который «высмотрели» по наказу Бориса Годунова прибывшие на земли эуштинцев казаки, для «становления города» — это Воскресенская гора. Более точное местоположение первого Томского кремля вызывает споры, хотя ещё в 1966 году городской архитектор Л. Окулов указал этим местом южный мыс Воскресенской горы, где в том же году был установлен памятный камень. Однако, со мнением Окулова не согласна историк-археолог Мария Чёрная, под чьим руководством проводились раскопки на южном мысе, в результате которых на этом месте остатков первой томской крепости не обнаружено, впрочем, в документе по материалам раскопок, несмотря на его преамбулу, чётких доказательств невозможности основания Томска на этом месте нет.
К 27 сентября (7 октября) 1604 года все строительные работы были завершены. Однако, к 1648 году первый острог пришёл в негодность, и на южном мысе Воскресенской горы, возвышающейся над правым берегом Томи, в 60 километрах от её впадения в Обь и недалеко от устья таёжной речки Ушайки, был выстроен новый острог. Томск стал важным стратегическим военным центром, в течение всего XVII века обеспечивавшим безопасность местного населения — в 1614, 1617, 1657, 1698 годах отражал набеги кочевников.

## XVIII век

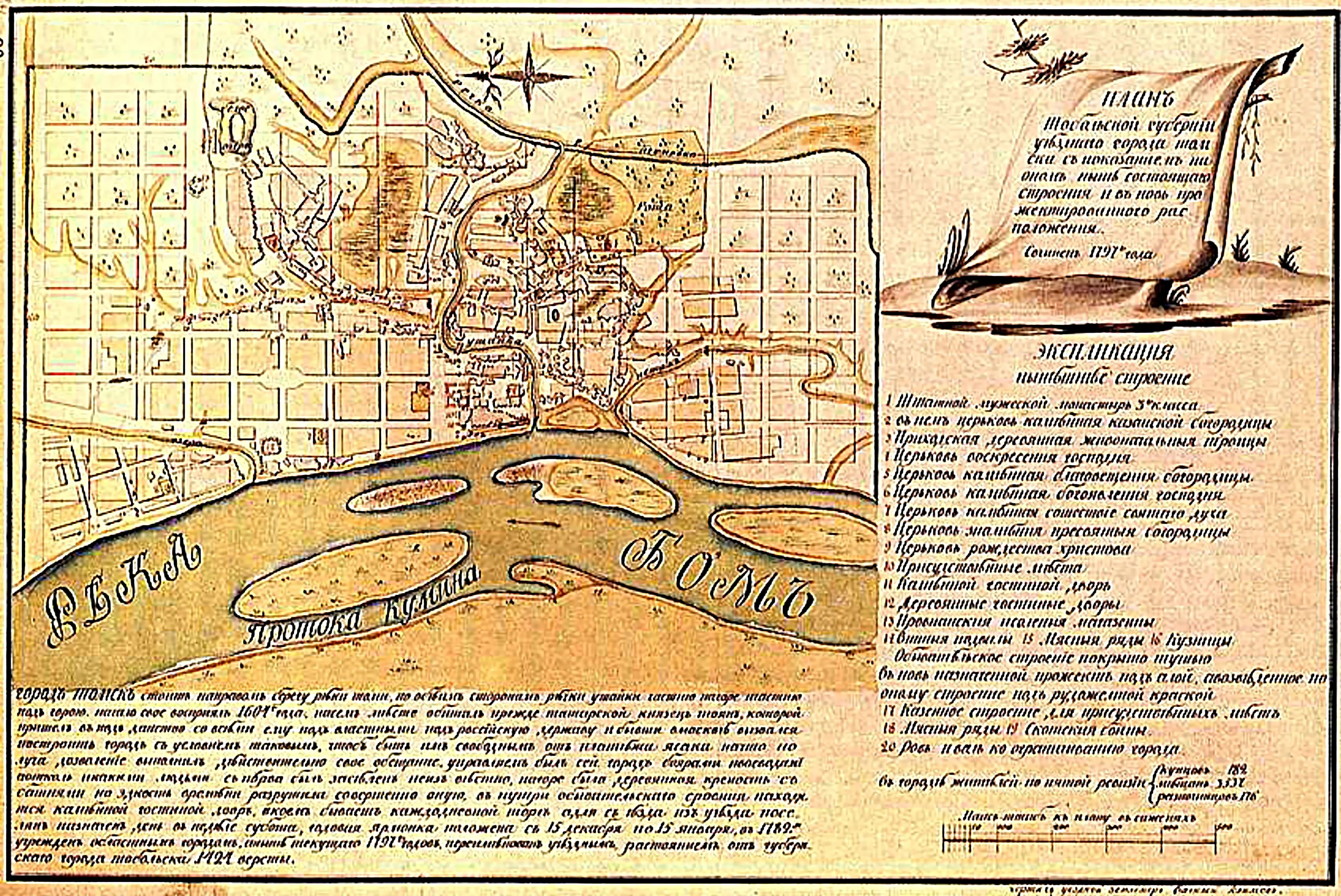
«План Тобольской губернии уездного города Томска с показанием на оном ныне состоящего строения и в новь прожектируемого расположения», составленный в 1797 году уездным землемером В.Климовым.

В XVIII веке границы российского государства отодвинулись далеко на юг и восток, набеги прекратились, и Томск потерял своё оборонительное значение. Начиная с середины XVIII века и вплоть до советских времён Томск становится местом ссылки. Так, здесь были в ссылке Ибрагим Ганнибал, Гавриил Батеньков, Михаил Бакунин, Николай Эрдман, Густав Шпет, Николай Клюев.
В 1719 году Томск был причислен к Енисейской провинции, в 1726 году — к Тобольской, а в 1782 году получил статус областного города Тобольского наместничества.
После создания Сибирского тракта, шедшего из Москвы через Томск в Кяхту (Забайкалье), Томск стал важным центром транзитной торговли, в 1738 году в Томске возникает ямская служба.

## XIX — начало XX века
К началу XIX века город вырос до статуса регионального административного центра и в 1804 году стал центром огромной Томской губернии, которая включала в себя территории нынешних Республики Алтай, Алтайского края, Кемеровской, Новосибирской и Томской областей, Восточно-Казахстанской области (Казахстан), западные части Хакасии и Красноярского края.

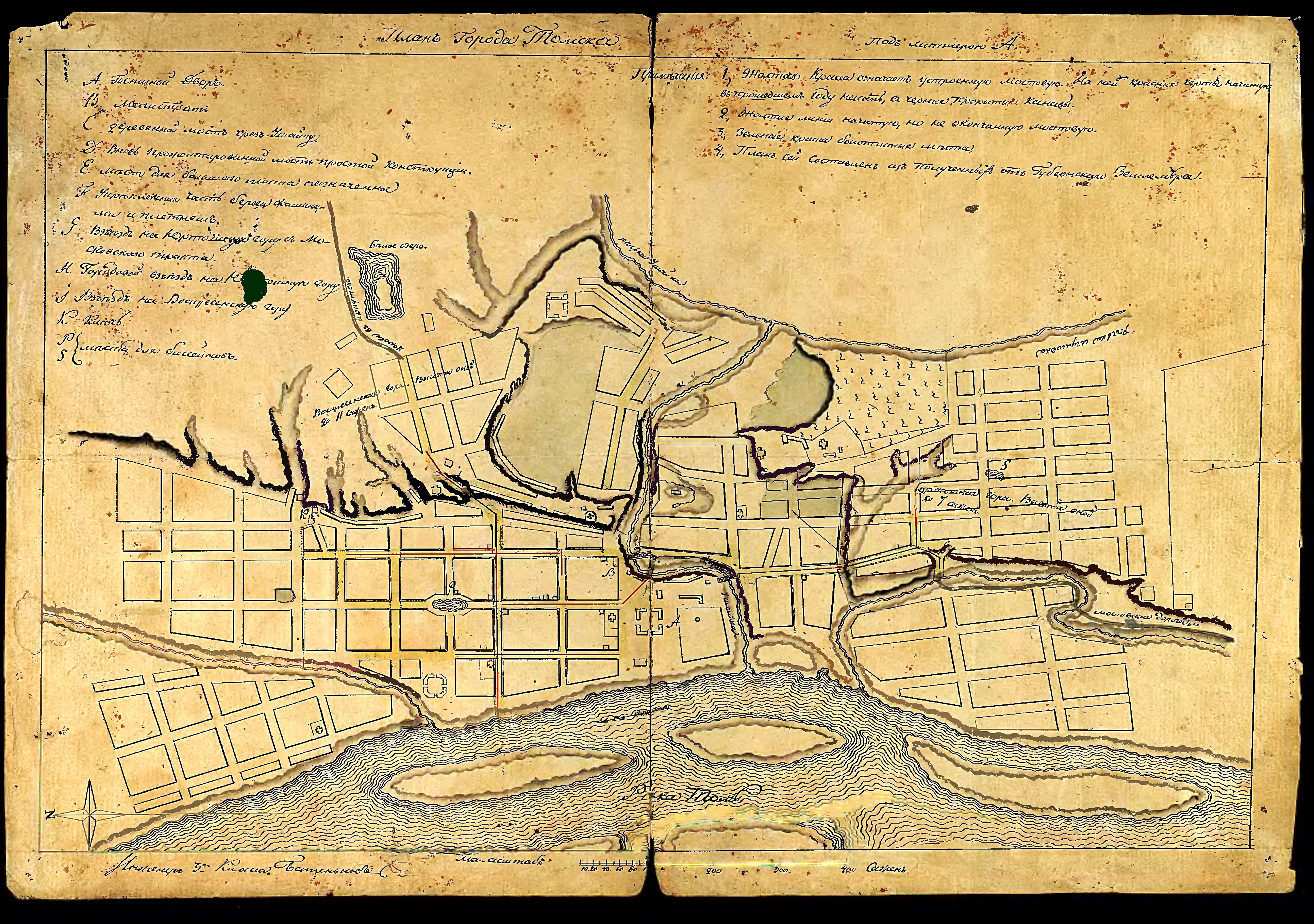
Рукописный план города Томска 1817 года, составленный инженером 3-го класса Г. С. Батеньковым. Масштаб 100 сажен в дюйме. На полях — обозначения объектов города Томска.

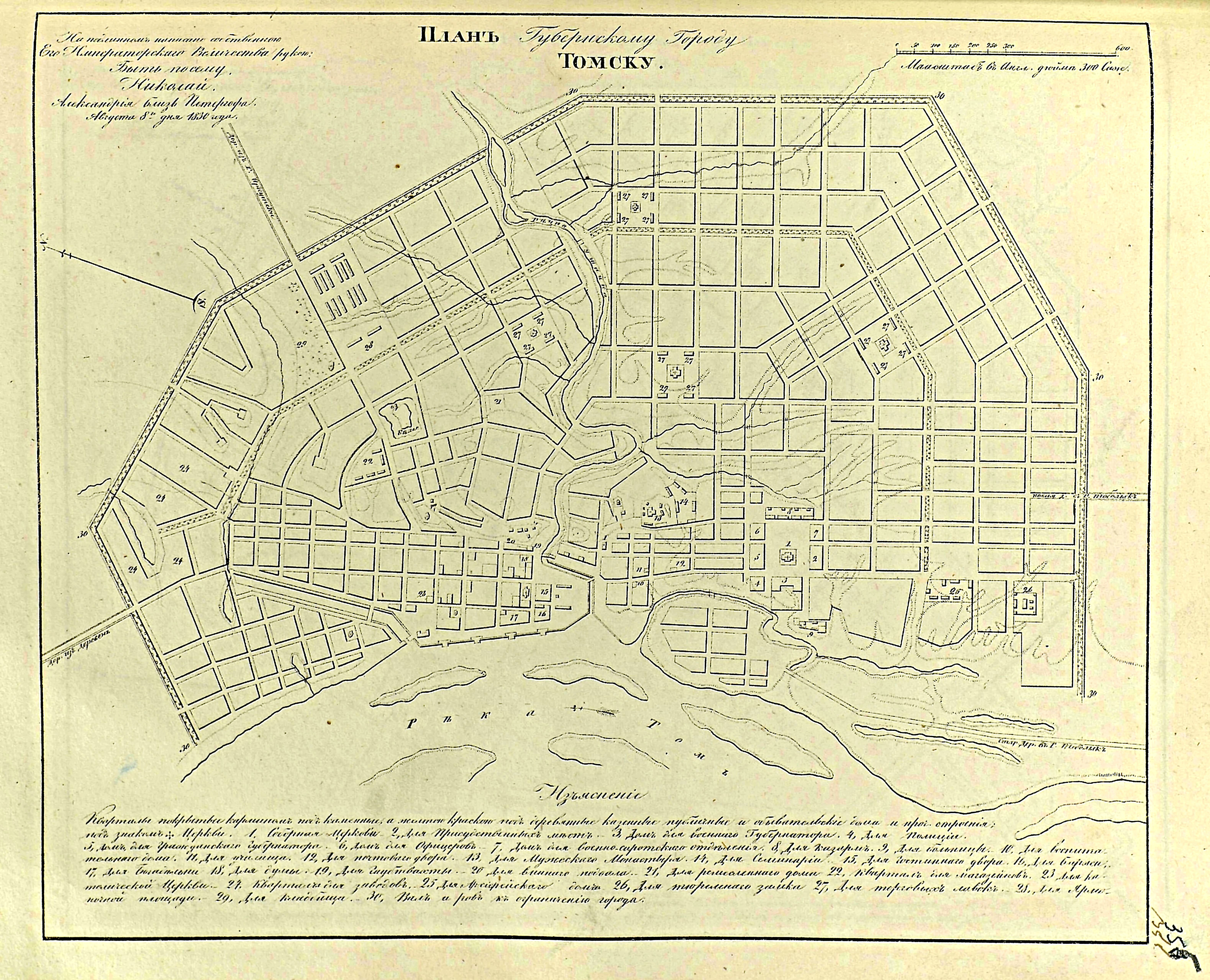
«Прожектированный» план города Томска 1830 года из «Полного собрания законов Российской Империи. Книга чертежей и рисунков. Планы городов.»

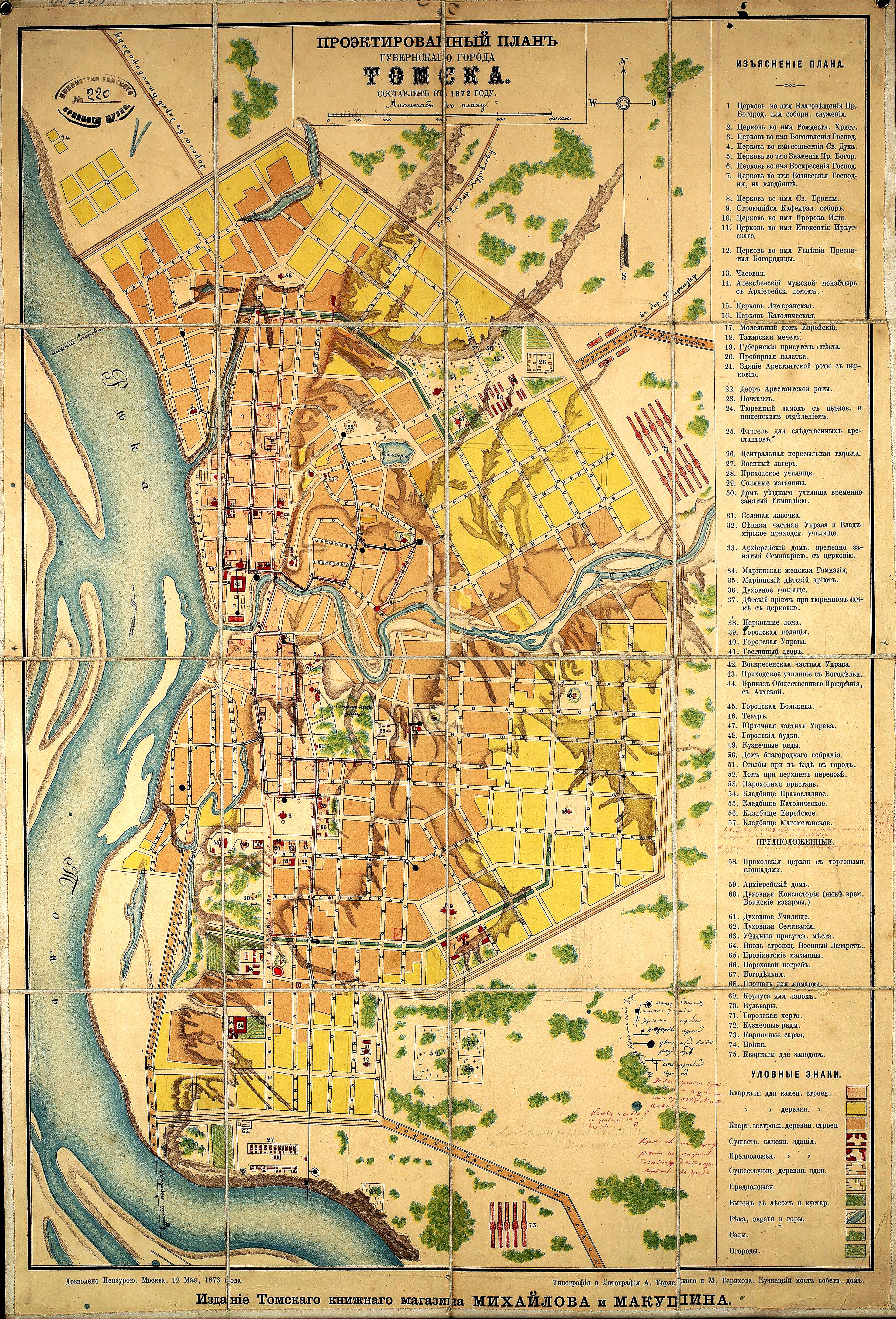
«Проектированный план губернского города Томска, составленный в 1872 году». Издание Томского книжнаго магазина Михайлова и Макушина.

«План города Томска с прилегающей к нему железнодорожной ветвью» 1898 года. Издание типо-литографии М. Н. Кононова и И. Ф. Скулинского.

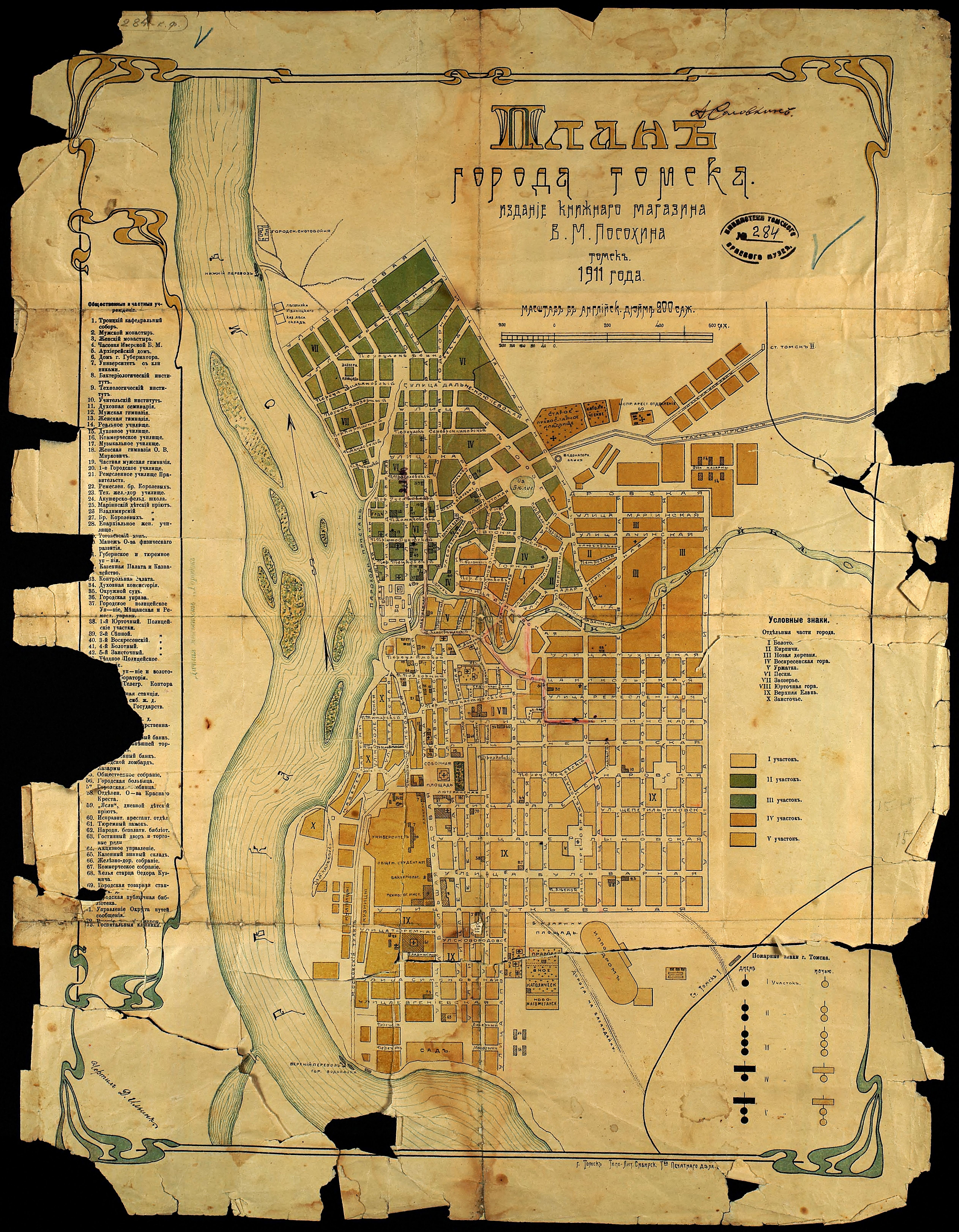
План города Томска 1911 года, составленный А. Соловкиным. Издание книжного магазина В. М. Посохина.

В 1819 году в Томск с ревизией прибыл М. М. Сперанский. Про Томскую губернию он отметил, что

«худое управление сделало из неё сущий вертеп разбойников.

Если бы в Тобольске я отдал бы всех под суд… то здесь оставалось бы уже всех повесить».
В начале XIX века для обеспечения больших перспектив развития города был создан генеральный план развития: первоначальный проект перепланировки и планировочного развития города, составленный томским землемером С. Зверевым в 1820—1824 годах, был предоставлен для экспертизы в бюро В. Гесте в 1824 году. Гесте внёс правки в проект и вернул его «для проверки с местным положением» в Томск. Вариант, предложенный петербургским градостроителем, был рассмотрен в Томске и были высказаны замечания по вопросу учёта в нём особенностей рельефа и других местных природных условий. Проект вновь был препровождён в Санкт-Петербург, где уточнялся в бюро «по замечаниям из Томска» до 1830 года.
Проект предполагал существенное увеличение площади городской территории, «в основу планировки была положена… веерная схема, отвечавшая сложным условиям рельефа местности».

В южной части города, на Юрточной горе, был запроектирован новый общегородской центр, в ансамбле которого комплекс крупномасштабных административных зданий должен был сформировать примыкающую к Почтамтской улице главную городскую площадь, и центром её композиции должен был стать православный собор.

После окончательного согласования на месте генеральный план города 8 августа 1830 года был утверждён императором Николаем I.
В начале XIX века город превратился не только в административный, но и культурный и экономический центр юга Западной Сибири.
Начиная с конца 1830-х годов население Томска быстро росло благодаря увеличивающейся золотодобыче в Сибири. Она продолжалась до середины XIX века.
При прокладке линии Транссибирской железнодорожной магистрали в конце XIX века инженером-путейцем Н. П. Межениновым, руководившим строительством Среднесибирского участка магистрали, было принято решение о том, что основная железнодорожная линия должна пройти значительно южнее Томска, а Томск следует соединить с ней отдельной ветвью, которая и была проложена в 1896 году, но она являлась тупиковой, и город потерял значение транспортного узла (см.: Строительство Транссибирской магистрали в обход Томска).

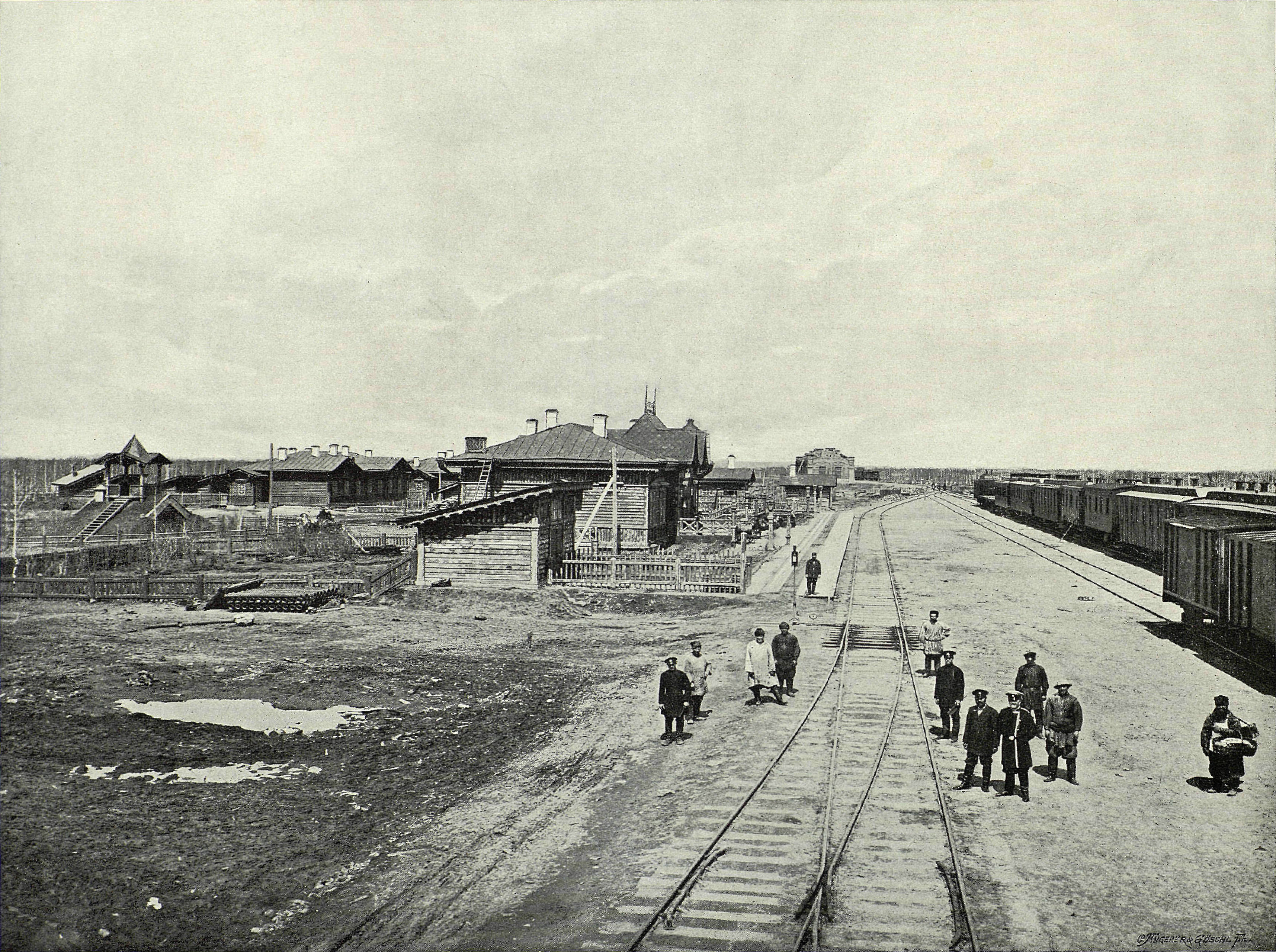
Железнодорожная станция Томск в 1899 году

Во второй половине XIX — начале XX века Томск являлся одним из центров идеологии сибирского областничества, одним из лидеров являлся видный русский учёный Григорий Потанин.
20 октября (2 ноября) 1905 года в городе произошли массовые уличные беспорядки: промонархически настроенные манифестанты нападали на студентов и работников управления Сибирской железной дороги, в результате чего были сожжены здания Королёвского театра и железнодорожного управления и погибло несколько десятков человек. Советская историография относила эти события к черносотенным погромам; некоторые современные исследователи предпочитают интерпретировать их как "реакцию традиционалистских слоёв городского социума на попытки либерально-радикальных элементов ограничить или вообще свергнуть самодержавие.
Ранней весной 1917 года в Томске были созданы общественные органы — советы депутатов, в том числе Совет солдатских депутатов, Совет офицерских депутатов, Совет работников торговли. Активно действовал профессиональный «Крестьянский союз»[страница не указана 1769 дней] по эгидой Партии социалистов-революционеров[страница не указана 1769 дней][страница не указана 1769 дней]. Деятельность большевиков носила неопределённый характер, имелась немногочисленная группа марксистов единой партии РСДРП, без разделения на «большевиков» и «меньшевиков». Только в сентябре в Томске большевики заявили о себе как отдельная политическая организация.
В августе 1917 года, в промежутке между Февральской и Октябрьской революциями, на сибирской конференции общественных организаций в Томске было принято «Постановление по вопросу об автономном устройстве Сибири». В первой половине октября того же года и также в Томске был избран Сибирский областной совет.

## Советский период
Советская власть в Томске была провозглашена 6 (19 декабря) 1917 года. 26 января (8 февраля) 1918 года исполком Томского губернского Совета рабочих и солдатских депутатов распустил Сибирскую областную Думу, а через 2 месяца распустил городскую думу и губернскую земскую управу.
С февраля 1918 года в губернской столице начался период красного террора, насилия над состоятельными классами и интеллигенцией. осуществляемого как совдепом губернии (рук. тов. Н. Н. Яковлев), так и органами диктатуры пролетариата: отрядами Красной гвардии, вооружённым отрядом губЧК, ревкомов и ревтрибуналов. Основное насилие над бывшими «состоятельными классами» реализовывал губсовдеп под руководством Н. Н. Яковлева. Губсовдеп с весны 1918 года стал частью системы государственного большевизма в Сибири, организационно подчинялся Всесибирскому совдепу — ЦентроСибири, местом юрисдикции (столицы) которой был определён Иркутск. К началу мая руководителям большевистского губсовдепа в Томске стало ясно, что диктатура большевиков будет в ближайшее время низвергнута, о чём докладывали из ВЧК и по данным агентов. Совдеп в мае активизировал «реквизицию» (грабёж) органами красной диктатуры всех губернских банков, ювелирных магазинов, ломбардов, домов проживания бывшего купечества, храмов и монастырей с целью изъятия всех неденежных драгоценностей. Однако случилось, что неожиданно для всех, отряд губВЧК был уничтожен офицерами героя Мировой войны полковника Пепеляева в коротком боестолконовении на территории городского Иоанно-Предтеченского монастыря. Фактически губернский совдеп остался без главного своего вооружённого формирования. С 28 мая руководители совдепа губернии покинули Томск и, вывезя уже имеющиеся и погружённые на 3 парохода реквизированные накануне драгоценности. Неожиданно для горожан столица губернии осталась на несколько дней вообще без какой-либо власти: антибольшевистские силы ещё не были готовы брать власть и планировали это на недели позже. В результате мятежа Чехословацкого корпуса 31 мая 1918 года Томск перешёл под власть белых сил. Через несколько дней в городах и на станциях вдоль Транссиба власть диктатуры большевиков стали массово свергать солдаты и офицеры Чехословацкого легиона, — вооружённые формирования, перешедшие в Первую мировую войну в плен Русской Армии и, по соглашению с этими частями, уже более полугода отправляемымми через Дальний Восток на территорию воюющей Европы. Это так называемый в советской историографии «белочешский мятеж», которым попытались заменить факт «сибирского областничества» в июне 1918 года.
С ноября 1918 года в Томске, в губернии и в Сибири установилась власть правительства А. В. Колчака. Ранее в Томске, Ново-Николаевске, Барнауле и на основе других городов Сибири стали формироваться части антибольшевистских вооружённых сил — Первая и Вторая сибирские армии[страница не указана 1769 дней], которые поначалу вели успешные наступления на Советскую Россию от Урала до Волги. Когда ход войны переломился, из Казани и Перми в Томск были эвакуированы Академия Генерального штаба Русской армии[страница не указана 1769 дней] и университеты. В марте 1919 года подпольная большевистская группа под руководством Карла Ильмера готовила вооружённое восстание, но была раскрыта, её участники — расстреляны. В ночь с 16 на 17 декабря 1919 года большевики-подпольщики организовали вооружённое восстание, которое закончилось победой над войсками Колчака и окончательным установлением советской власти в Томске. Через несколько дней, 20 декабря 30-я дивизия 5-й Красной Армии вошла в город. Последним городским головой был Александр Грацианов. В конце декабря 1919 года томский гарнизон и 2-я Сибирская армия без сражения сдали наступающим большевикам губернскую столицу Томск. В 1925 году Томск вошёл в состав Сибирского края, пять лет спустя преобразованного в Западно-Сибирский край, а в 1937 году Томск на 7 лет стал городом Новосибирской области.
Политика Сибревкома по нейтрализации «интеллигентского духа» (то есть в их понимании буржуазного, не-пролетарского) старинного Томска и одновременное искусственное создание из рабочего железнодорожного посёлка Ново-Николаевска новой пролетарско-революционной столицы Сибири привели к существенной культурной, научной, образовательной и экономической деградации города Томска в период с 1925 по 1940 гг. Период с 1918 по 1944 год был временем серьёзного упадка Томска, падением его регионального статуса, произошёл мощный отток населения в соседний быстрорастущий Новосибирск и другие города, расположенные на Транссибе. Томск на себе почувствовал, что значит быть райцентром с так называемым «финансированием по остаточному принципу». В городе не было индустриальных предприятий, удобных транспортных коммуникаций, постепенно сворачивалась культурная жизнь. В то же время продолжала развиваться научная и преподавательская деятельность — в Томском государственном университете и Технологическом институте.
Во время Великой Отечественной войны в Томск было эвакуировано около 30 предприятий из европейской части России, которые и стали основой промышленности города: за годы войны объём промышленного производства в Томске утроился. Изменился и административный статус города — 13 августа 1944 года была образована Томская область, и Томск стал областным центром. 229 тысяч томичей воевали на фронтах, из них 63,6 тысяч погибли, а 176 были удостоены звания Героя Советского Союза.
В 1960—1980 годы в Томске развиваются основные стратегические позиции и научно-образовательный комплекс. Благодаря созданной почти с нуля нефтяной промышленности Томской области. Привлечение в Томскую область проектов Министерства нефтяной промышленности СССР, в том числе, стало основой срочного развития региональной транспортной инфраструктуры, в том числе — строительства современного аэропорта. Город становится «столицей» нефтедобывающего региона, в городе разворачивается оборонное производство современной (1960-е) военной электроники, часть возможностей закрытого предприятия советского атомного проекта (Пятый почтовый) направляется на решение проблем томичей (Горячая вода использовалась в системах отопления и для круглогодичного производства овощей в Кузовлевском тепличном комплексе), вокруг города разворачивается сеть предприятий агропромышленного комплекса для продовольственной безопасности жителей Томска (сеть птицефабрик, мощный свинокомплекс (на 108 тысяч голов в год)), создаётся мощная база предприятий строительной индустрии (Томский домостроительный комбинат, завод ЖБК-100 и другие), Томск получает мощное культурное развитие. В Томск со всей страны приглашаются художники, поэты, театральные деятели и деятели кино, вводятся в строй широкоформатный кинотеатр «Родина» и крытый ледовый стадион «Дворец Спорта». Большинство этих социально-экономических преобразований в целом типичны для всего Советского Союза того периода, однако многие зарубежные (как, например, Стив Коткин) и российские историки и политики считают их заслугой Егора Лигачёва, занимавшего пост первого секретаря Томского областного комитета КПСС с 1965 по 1983 год.
В Томске сохранилось большое количество памятников деревянного зодчества, созданных в основном в конце XIX века, однако со временем их число становится всё меньше. В 1970 году городу был присвоен статус исторического города. В ходе Перестройки были сняты ограничения на посещение города иностранцами.

## Современный период

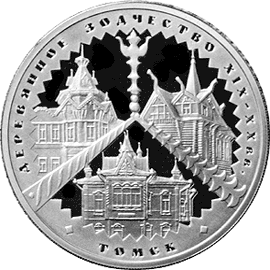
3 серебряных рубля 2004 года

В 1990-е годы в Томске, как и в большинстве городов России, произошёл спад промышленного производства, особенно в машиностроении, ориентированном на военные госзаказы, в оказавшейся неконкурентоспособной лёгкой промышленности. Перестали существовать приборный и, радиотехнический заводы; испытывал проблемы нефтехимический комбинат, несколько раз менявший собственника. В июле 1996 года на первых всенародных выборах мэра Томска победу над действующим мэром Геннадием Коноваловым одержал глава администрации Советского района города Александр Макаров.
В 2004 году Томску исполнилось 400 лет, руководство города и области добилось, за счёт подготовки к юбилею, выделения значительных средств из федерального бюджета на развитие города, в частности, на ремонт улиц. Празднование юбилея, намеченное на 3—5 сентября, совпало с терактом в Беслане и ограничилось первым днём, а оставшаяся часть праздника прошла 7—10 октября.

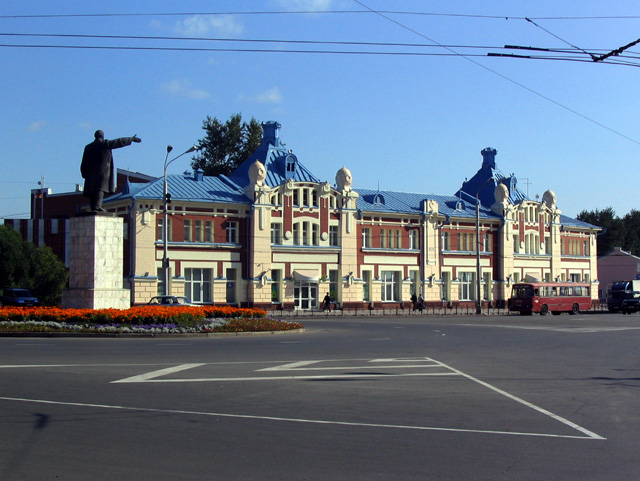
Площадь Ленина (видна только часть площади)

В 2005 году правительство России объявило о создании на территории Томска особой экономической зоны технико-внедренческого типа, что предполагает инвестиции в экономику города и создание инновационных организаций.
В апреле 2006 года в Томске состоялась встреча на высшем уровне между федеральным канцлером Германии Ангелой Меркель и президентом России Владимиром Путиным. Объяснялось это значительной немецкой диаспорой, проживающей в регионе (Виктор Кресс, занимавший на тот момент пост губернатора области, является этническим немцем и девятым по счёту губернатором-немцем в истории города).

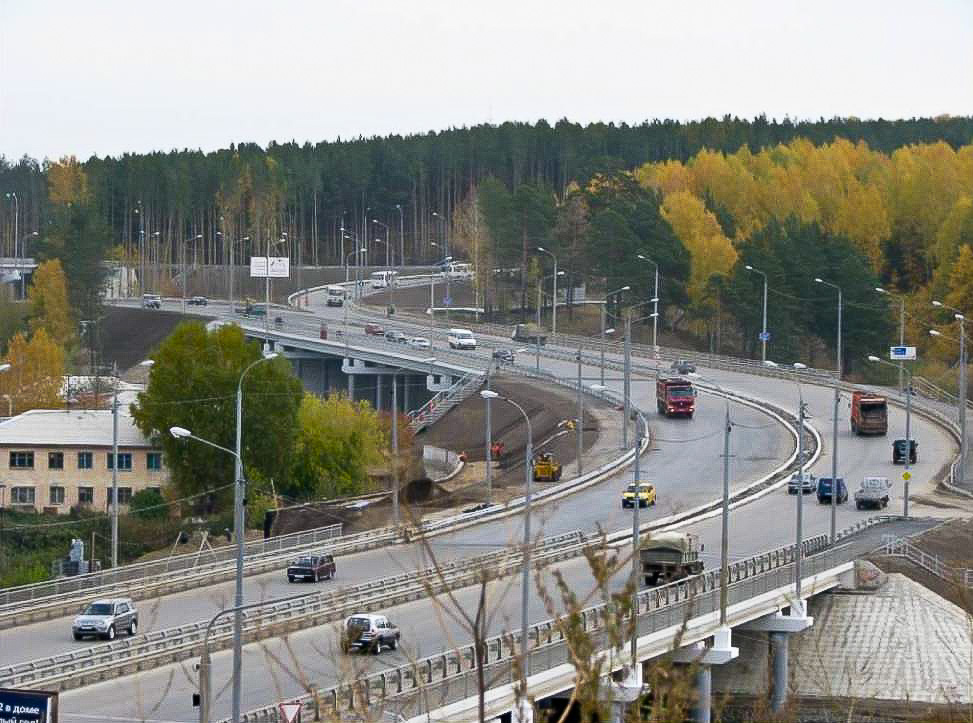
Новый мост на Балтийской улице.

6 декабря 2006 года мэр Томска Александр Макаров был задержан в своём рабочем кабинете. 8 декабря он был взят под стражу, а 11 декабря он был временно отстранён от занимаемой должности. Ему были предъявлены такие обвинения, как пособничество в мошенничестве, вымогательство и злоупотребление должностными полномочиями. В марте 2009 года арестованный мэр Томска выиграл дело против России в Европейском суде по правам человека, который признал его арест незаконным и постановил России выплатить ему компенсацию в размере 8 тысяч евро (340 тысяч рублей), через месяц он был отпущен из СИЗО под залог в размере 4 миллиона рублей. 1 октября 2010 года Макарова снова взяли под стражу, а 15 ноября Томский областной суд приговорил его к 12 годам колонии строгого режима. 18 октября 2011 года приговор осуждённому мэру вступил в законную силу.
В сентябре 2013 года губернатор Томской области Сергей Жвачкин объявил о концепции развития города, согласно которой в последующие 20 лет будет застроена пустующая территория в северной части города (между Кузовлевым и Светлым). «Новый Томск» будет построен с расчётом на постоянное проживание около 300 тысяч человек. Таким образом, как планируется, в Томске будут выделяться три части — «старый город», включающий в себя исторические памятники архитектуры, деловой центр и новый жилой район.
13 ноября 2020 года мэр Томска Иван Кляйн, руководивший городом с 2013 года, был задержан в здании городской администрации. На следующий день он был взят под стражу, а 18 ноября он был временно отстранен от занимаемой должности. Его обвинили в превышении должностных полномочий и незаконном участии в предпринимательской деятельности. 30 декабря 2021 года Кляйна приговорили к 2 годам колонии общего режима. В июле 2022 года приговор вступил в законную силу.

## Хронология административного статуса
- 1604—1629 — уездный город Тобольского разряда[14] Русского царства;
- 1629—1708 — административный центр и уездный город Томского разряда[14] Русского царства;
- 1708—1719 — уездный город Сибирской губернии[14];
- 1719—1724, 1726—1764 — уездный город Тобольской провинции Сибирской губернии[14];
- 1724—1726 — уездный город Енисейской провинции Сибирской губернии;
- 1764—1779 — уездный город Тобольского генерал-губернаторства Сибирской губернии;
- 1779—1782 — окружной центр Колыванской области[14];
- 1782—1796 — областной центр и уездный город Тобольского наместничества[14];
- 1796—1804 — областной центр и уездный город Тобольской губернии[14];
- 26.02.1804—1822, 1898 — 23.12.1919, 27.04.1920 — 25.05.1925 — административный центр и уездный город Томской губернии[14][92];
- 1822—1898 — административный и окружной центр Томской губернии[14][93];
- 14.02.1918 — 03.1918 в Томске располагалась штаб-квартира Временного Сибирского правительства.[источник не указан 597 дней]
- 23.12.1919 — 27.04.1920 — уездный город Томской губернии[14][92];
- 25.05.1925 — 30.07.1930 — окружной и районный центр Сибирского края[14];
- 30.07.1930 — 28.09.1937 — районный центр и город краевого подчинения[источник не указан 595 дней] Западно-Сибирского края[14];
- 28.10.1937 — 13.08.1944 — районный центр и город областного подчинения[источник не указан 595 дней] Новосибирской области[14];
- С 13.08.1944 по настоящее время — административный и районный центр, город областного подчинения Томской области[14].

## Известные люди, связанные с Томском
Памятники архитектуры, определяющие сейчас облик Томска, в значительной мере были созданы на средства томского купечества, видными представителями которого были Иван Асташев, Николай Второв, Кухтерины, Гадаловы, Королёвы, Георгий Голованов и другие.
В ссылке в Томске были арап Петра I Абрам Ганнибал (с декабря 1729 года по февраль 1730 года); княжна, невеста императора Петра II Екатерина Долгорукова (Долгорукая) (с 22 декабря 1740 (2 января 1741 года) по 10 (21 января) 1742 года).
В городе жили и работали сибирский просветитель и меценат Пётр Макушин; командир «батальона смерти» Мария Бочкарёва, Маршал Советского Союза Леонид Говоров; Герой Советского Союза Мария Октябрьская; одно время в городе жил Дорофеев, Анатолий Васильевич (1923—2000) — Герой Российской Федерации, с апреля по октябрь 1943 года он был слушателем Военной электротехнической академии связи (эвакуированной из Ленинграда).
В Томске родился видный белогвардейский военачальник генерал Анатолий Пепеляев.
В городе жил и работал сотрудником ГАИ Николай Платонович Путинцев, получивший большую известность как «дядя Коля».
17 лет руководил Томским областным комитетом КПСС советский партийный и государственный деятель, российский политик-коммунист Егор Лигачёв. В ноябре 2015 года, накануне 95-летия, Лигачёву присвоено звание Почётного гражданина города Томска.
В ссылке в Томске побывали анархист Михаил Бакунин; декабрист и философ Гавриил Батеньков.
В городе вели революционную деятельность известные большевики Сергей Киров и Валериан Куйбышев, венгерский революционер Бела Кун, а также Яков Юровский — большевик, руководивший расстрелом царской семьи Романовых.
В Томске родился первый директор Волжского автомобильного завода (АвтоВАЗ) Виктор Поляков.
Учёные
В томской гимназии учился крупнейший отечественный математик, создатель московской математической школы Н. Н. Лузин.
В томских вузах учились основатель отечественной экономической географии Н. Н. Баранский; хирург, академик и первый президент АМН СССР Н. Н. Бурденко; создатели советских вертолётов «Ка» Н. И. Камов и «Ми» М. Л. Миль; учёный-строитель, создатель Останкинской телебашни Н. В. Никитин; конструктор автомобильной и бронетанковой техники В. А. Грачёв; геолог, первый президент Академии наук Казахстана, первооткрыватель Жезказганского месторождения К. И. Сатпаев; специалист в области прикладной математики академик Н. Н. Яненко; учились и работали известные учёные-физики В. С. Малаховский, академик РАН Геннадий Месяц, основатель томского научного центра СО РАН академик В. Е. Зуев; доктор юридических наук О. В. Филимонов; основатель советской научной школы микробиологии, академик Владимир Тимаков. В Томске учились и работают в настоящее время академик РАМН, директор Института фармакологии ТНЦ СО РАМН А. М. Дыгай, академик РАМН, ректор Сибирского государственного медицинского университета, Почётный гражданин г. Томска В. В. Новицкий, геолог, гляциолог и географ Алексей Рудой, Д. Д. Яблоков — академик АМН СССР, Герой Социалистического Труда, доктор медицинских наук, профессор, академик РАН Ростислав Карпов.
В Томске работали писатель и инженер Н. Г. Гарин-Михайловский; микробиолог, академик С. П. Карпов; физик, академик АН СССР В. Д. Кузнецов; химик и физик, академик АН СССР, лауреат Нобелевской премии Н. Н. Семёнов, геолог, географ, писатель, академик В. А. Обручев; географ, этнограф, публицист, фольклорист, областник Г. Н. Потанин; хирург, академик А. Г. Савиных; геолог, академик М. А. Усов; географ, физиолог А. А. Кулябко; терапевт и бальнеолог М. Г. Курлов; физик Б. П. Вейнберг; химик Н. М. Кижнер; биологи С. И. Коржинский и В. В. Сапожников; историк, министр просвещения РСФСР А. И. Данилов. К Томскому университету был прикомандирован в августе 1918 года профессор М. М. Хвостов.
Здесь родились инженер-автомобилестроитель — первый руководитель АвтоВАЗа В. Н. Поляков; выдающийся врач-терапевт В. П. Казначеев, хирург В. Д. Владимиров; С. Г. Псахье — учёный-физик, член-корреспондент РАН, экс-Председатель Президиума Томского научного центра СО РАН; В. В. Шайдуров — учёный в области прикладной математики, член-корреспондент РАН, директор ИВМ СО РАН (Красноярск), американский археолог, лингвист и иллюстратор русского происхождения Татьяна Авенировна Проскурякова.
Был в томской ссылке философ Густав Шпет.
Деятели культуры
В ссылке в Томске были поэт Николай Клюев (расстрелян на окраине Томска); писатель Владимир Короленко; проездом в ссылку писатель и философ Александр Радищев; писатель Константин Станюкович; драматург и сценарист Николай Эрдман. 

В томских вузах учились писатели-фантасты Александр Казанцев и Виктор Колупаев, связавший с Томском всю свою дальнейшую жизнь; писатель Александр Волков; писатель Вадим Месяц, киносценарист и драматург Валерий Фрид, учился и работал корреспондентом Виль Липатов.
С Томском связана творческая жизнь писателя Вячеслава Шишкова; поэтов Макса Батурина, Михаила Андреева и Владимира Брусьянина, прозаика Натальи Сухановой. В Томске живёт и работает поэт и художник Александр Цыганков, писатель-фантаст Юлий Буркин, а также поэт-переводчик Андрей Олеар. Здесь родился Василий Дворцов — современный писатель.
В Томске родились переводчица, секретарь Анри Матисса Лидия Делекторская, поэт и прозаик Борис Климычев.
Подростком в эвакуации в военные годы в Томске находилась Инна Гофф, работавшая няней в госпитале.
В Томске на радиофизическом факультете Томского государственного университета и в музыкальном училище учился композитор, музыковед, общественный деятель Эдисон Денисов.
В Томске родились известная оперная певица М. М. Куренко, народный артист РСФСР Габдрахман Хабибуллин, театральный актёр и режиссёр, народный артист СССР Михаил Кириллов, народный артист СССР Вольдемар Пансо; народный артист РСФСР Зиновий Корогодский; узбекская артистка балета, балетмейстер, народная артистка СССР Галия Измайлова; оперная певица, народная артистка СССР Лидия Мясникова; заслуженная артистка РФ Дарья Юргенс, российская актриса и будущая жена известного писателя Эдуарда Лимонова Екатерина Волкова.
Будучи ещё томскими гимназистами, в любительских театральных спектаклях начинали играть Варвара и Николай Массалитиновы.
С Томском связана творческая жизнь актёра и скульптора Леонтия Усова; одного из создателей Камерного драматического театра народного артиста России Николая Мохова. В Томске учился Григорий Малыгин — капитан команды КВН «Дети лейтенанта Шмидта». В Томске родились главные актёры скетч-шоу «ДаЁшь молодЁжь!» Андрей Бурковский и Михаил Башкатов, популярный актёр театра и кино Сергей Карякин. В ТГУ училась актриса Алёна Бабенко, известная во многих российских фильмах и сериалах, здесь же она познакомилась со своим будущим мужем Виталием Бабенко. В 1979 году, по окончании ЛГИТМиК по распределению был направлен в Томский театр юного зрителя Андрей Краско (советский и российский актёр театра и кино.)
Также в Томске родился один из экс-гитаристов воронежской рок-группы «Сектор Газа» Игорь Жирнов.
В ТГУ учились все участники вымышленной группы USB (United Sexy Boyz) в Comedy Club, откуда они и начинали свою карьеру в КВН. Состав группы: Никита (Константин Маласаев), Гена (Дмитрий Вьюшкин), Стас (Андрей Шелков), Turbo (Сергей Гореликов), Дюша Метёлкин (Андрей Минин).
В Томске живут и работают участники танцевального коллектива «ЮДИ».
В Томске родились Народный архитектор СССР Михаил Васильевич Посохин, советский график, карикатурист, книжный иллюстратор, Народный художник РСФСР Михаил Михайлович Черемных, мастер панорамной живописи, заслуженный деятель искусств РСФСР, академик АХ СССР Николай Георгиевич Котов, живописец и график, Народный художник РСФСР Константин Рождественский, скульптор-анималист Борис Воробьёв.
В городе работали художники Августа Степановна Капустина (в 1890—1909 годах), Заслуженный художник РСФСР Константин Залозный. Большой вклад в архитектурный облик Томска вносит скульптор Леонтий Усов.
Спортсмены
В Томском государственном педагогическом (тогда ещё) институте училась 6-кратная олимпийская чемпионка в лыжных гонках Любовь Егорова.
В Томске с 6-летнего возраста жил и учился (в 1962 году окончил среднюю школу № 8) Сергей Белов, Олимпийский чемпион 1972 года по баскетболу, двукратный чемпион мира (1967, 1974), четырёхкратный чемпион Европы (1967, 1969, 1971, 1979).
В Томске родился и прописан известный баскетболист России (центровой ЦСКА, Москва) и США Александр Каун.
Родом из Томска хоккеист Николай Борщевский — советский и российский хоккеист, олимпийский чемпион 1992 года, заслуженный мастер спорта СССР, тренер. Воспитанник ДЮСШ № 4 гор. Томска.
В Томске живёт и работает Наталья Баранова, олимпийская чемпионка Турина по лыжным гонкам. В Томске родился футболист Иван Таранов.
В Томске родился воспитанник томского футбола Евгений Чернов.
В Томске родилась и выросла российская шахматистка, гроссмейстер среди женщин Вера Небольсина.
Космонавты
В Томске родился космонавт Николай Рукавишников.